# Andry Dress
Andry Dress (även stavat Dreiss), född omkring 1585, död 14 mars 1651, var en svensk brukspatron av vallonskt ursprung. Han var bror till Pierre Dress.
Andry Dress kom till Sverige 1622 med Louis De Geer och hans svåger Steven Gerards sedan han i Amsterdam slutit ett fyraårigt avtal om anställning hos Willem de Besche. 1624-1627 var han förvaltare vid Åkers styckebruk. Kort därefter övergick dock Dress i Louis De Geers tjänst, men startade dock snart egen bruksverksamhet, om än i fortsatt nära samarbete med De Geer och de Besche. Från 1628 arrenderade Nora och Lindesbergs bergslager jämte Fellingsbro, Ervalla och Näsby socknar tillsammans med sin svåger Jan Schaeij och den Christoffer Geijer. Kompanjonerna var i de kontrakt de skrivit om arrendet förpliktigade att sälja allt sitt järn till De Geer och de Besche, men sommaren 1631 tecknade de ett nytt kontrakt med kronan varvid de blev direktleverantörer av krigsmateriel. Detta ledde till en konflikt med de gamla kompanjonerna, som dock 1634 avslutades genom en kompromissuppgörelse. Dress fick dock fortsätta att sälja krigsmateriel till kronan, om än med De Geer som medintressent. Även i fortsättningen kom de dock att råka i konflikt, bland annat angående skötseln av Torshälla snidverk. Från 1630 var Dress ägare till ett flertal hammare och hyttor i Fellingsbro, Linde och Nora socknar, de största Hammarby och Rockhammar. 1650 erhöll han bergsfrälse bland annat på dessa hamrar. Genom att knyta förbindelser med De Geers konkurrent Joakim Danckwardt lyckades han vinna inflytande även i andra bergslag, bland annat i öster- och Västernärke, som han arrenderade av kronan 1632-1634. Från 1641 erhöll han rätt att tillsätta sin egen fogde över de arrenderade området, även om hans val skulle godkännas av landshövdingen. Av räkenskaperna framgår att över 90 % av kanonkulorna till svenska armén under 1630-talet levererades från Dress bruk. Därutöver var han även den främste leverantören av harneskplåtar men även annat stål, spik, och olika former av råjärn. Dress produktion medförde ett hårt uttag ur bergslagsskogarna, Gyttorps bruk måste redan under 1640-talet lägga ned produktionen på grund av att man då saknade ved.
Dress gjorde stora vinster på sin verksamhet, vilket möjliggjorde stora jordköp. Redan 1629 köpte han ett gods vid Finnåker, vilket han dock 1647 sålde till Louis De Geer. 1632 lade han grunden till sitt huvudsäte Hammarby, dit han överflyttade sedan han lämnat Gyttorps kungsgård där han fram till 1635 var bosatt. Dress var även intressent i Vedevågs bruk. Han köpte sig en gravplats i Nora kyrka, vilken han dock först efter Kunglig majestäts tillstånd fick begravas i, då han hela livet förblev kalvinist.